# Knud Marstrand
Knud Marstrand (20. oktober 1886 i København – formentlig 18. august 1918 i Rusland) var en dansk arkitekt, bror til Vilhelm og Paul Marstrand.

## Uddannelse
Han var søn af jernstøber, maskinfabrikant og direktør Poul Marstrand og Thyra Valgerda Burmeister, blev student 1904 og gik på Det tekniske Selskabs Skole. Han blev optaget på Kunstakademiet i almindelig forberedelsesklasse i oktober 1906, besøgte Italien samme år, kom på malerskolen 1907 og skiftede i 1908 til arkitektskolen, hvorfra han tog afgang 1911. 1909 blev han sekondløjtnant ved artilleriet. Han var gæst i bygningsklassen på Akademiet 1914. I 1911 var han ansat på Heinrich Wencks DSB-tegnestue og besøgte ca. samme år München.

## Karriere
Fra 1913 til sin død var Knud Marstrand - kun afbrudt af perioden 1914-15 - bosat i Rusland, hvor han fra 1915 havde en tegnestue efter 1913-14 at have været hos en arkitekt Klein i Moskva. Også hans ni år yngre bror Paul fik sin uddannelse i Rusland i 1914-17. Ydermere havde han en anden bror, Gunnar, hos sig i Rusland, og de to rejste som danske gesandtskabsdelegerede, udsendt i eftersommeren 1917 af det danske generalkonsulat i Moskva, til Orenburg, hvor den ene havde station. På vejen blev de fanget i krigstilstanden og revolutionsvirvaret og under uopklarede omstændigheder dræbt af et tjekkisk detachement.
Marstrand var blevet gift 29. december 1914 i Pedersborg Kirke ved Sorø med Bodil Marie Hagedorn (3. oktober 1889 i København - ?), datter af skibskaptajn Jeppe Thomsen Hagedorn og Marie Barfred.

## Værker
I Danmark:
- Remise ved Hellerup Station (ca. 1911, for Heinrich Wenck, nedrevet)
- Sommerhus, Skodsborg (1913)
- Desuden tegnet møbler

I Rusland:
- Palæ og tre villaer i Lassinoostrow i Medvjedkowo uden for Moskva (1915)
- Administrationsbygning til et teglværk (1916, nedrevet)
- Tovværksfabrik (1916, nedrevet)
- Projekter: Universitet i Moskva (1915)